# Huguette Faget
Pour les articles homonymes, voir Faget (homonymie).
Huguette Faget est une actrice française née dans le 16e arrondissement de Paris le 5 décembre 1922 et morte à Nogent-sur-Marne le 17 avril 2016.

## Biographie

### Carrière
De 1973 à 1996, elle codirige avec Jacques Derlon le théâtre de la Tempête, à la Cartoucherie de Vincennes.

## Filmographie

### Cinéma
- 1941 : Montmartre-sur-Seine, de Georges Lacombe
- 1947 : Antoine et Antoinette, de Jacques Becker
- 1947 : La Fleur de l'âge, de Marcel Carné
- 1948 : La Dernière Étape, de Wanda Jakubowska
- 1949 : Mademoiselle de La Ferté, de Roger Dallier
- 1950 : Lady Paname, d'Henri Jeanson
- 1951 : Sans laisser d'adresse, de Jean-Paul Le Chanois
- 1951 : Terreur en Oklahoma, de Paul Paviot et André Heinrich
- 1952 : La Fête à Henriette, de Julien Duvivier
- 1953 : La Loterie du bonheur, de Jean Gehret
- 1959 : Du rififi chez les femmes, d'Alex Joffé
- 1961 : Par-dessus le mur, de Jean-Paul Le Chanois
- 1971 : Le Souffle au cœur, de Louis Malle
- 1974 : L'Ironie du sort, d'Édouard Molinaro
- 1975 : Dialogue d'exilés, de Raoul Ruiz
- 1975 : Les Transplantés, de Percy Matas
- 1976 : Une Dionée, de Michel Rodde
- 1978 : La Vocation suspendue, de Raoul Ruiz
- 1979 : Lady Oscar, de Jacques Demy
- 1981 : Chanel solitaire, de George Kaczender
- 1982 : Chassé-croisé, d'Arielle Dombasle
- 1982 : Le Beau Mariage, d'Éric Rohmer
- 1982 : Enigma, de Jeannot Szwarc
- 1983 : Les Trois Couronnes du matelot, de Raoul Ruiz
- 1984 : Les Voleurs de la nuit, de Samuel Fuller
- 1984 : The Frog Prince (en), de Brian Gilbert
- 1985 : Tangos, l'exil de Gardel, de Fernando Ezequiel Solanas
- 1988 : Camomille, de Mehdi Charef
- 1988 : Le Complot, d'Agnieszka Holland

### Télévision
- 1954 : Your Favorite Story (en) (série), épisode : Face of Paris de Leslie Goodwins et Jacques Nahum
- 1955 : Les Nouveaux du sixième étage (téléfilm), de Lazare Iglesis
- 1957-1961 : En votre âme et conscience (série) :
  - épisode : L'Affaire Pranzini (1957) de Bernard Hecht
  - épisode : L'Affaire Boras (1959) de Jean Prat
  - épisode : La Mystérieuse Affaire de l'horloger Pel (1961) de Pierre Nivollet
- 1958-1959 : Le Tour de France par deux enfants (série) :
  - épisode 15 : La Péniche (1958) de William Magnin
  - épisode 16 : La Noce (1958) de William Magnin
  - épisode 39 : La Maison du bonheur (1959) de Jean Limousin et William Magnin
- 1973 : L'Étang de la Breure (série) de Claude Grinberg
- 1975 : Une femme seule (série) de Pierre Goutas
- 1978 : Médecins de nuit de Philippe Lefebvre, épisode : Anne
- 1979 : Messieurs les Jurés : L'Affaire Brouchaud de Nat Lilenstein
- 1980 : Docteur Teyran de Jean Chapot
- 1988 : La Grande Évasion 2 (The Great Escape II: The Untold Story) de Paul Wendkos et Jud Taylor (téléfilm)

## Théâtre
- 1945 : L'indignation de Martin Brûlé de Jacques Aeschlimann, mise en ondes Marcel Merminod, Radio-Lausanne
- 1960 : Le Balcon de Jean Genet, mise en scène Peter Brook, Théâtre du Gymnase
- 1977 : Franziska de Frank Wedekind, mise en scène Hélène Vincent et Agnès Laurent, Théâtre national de Strasbourg